# Національне шосе 2 (Естонія)
Національне шосе 2 — національна магістральна дорога в Естонії протяжністю 280 кілометрів з півночі на південь. Маршрут пролягає так само як і європейський маршрут E263. Шосе починається в Таллінні. Звідти головними містами є Косе, Пайде, Пилтсамаа, Тарту та Виру. Шосе закінчується в Люті на перехресті з T7.
Дорога є основним транспортним маршрутом з півночі на південь в Естонії, оскільки вона з’єднує два найбільші міста Естонії. У 2020 році найбільший обсяг трафіку був навколо Таллінна, де AADT становив близько 25 000. Цифри навколо Тарту знову зростають, коливаючись біля 11 000.
Дорога двопроїзна на протяжності 70 кілометрів. Основна частина знаходиться між Таллінном і Вихбу (64,2 кілометра). Решту біля Мяо (5,9 кілометра) і біля Тарту (1 кілометр). Ділянку з подвійною проїзною дорогою між Вообу і Мяо планується завершити у 2022 році. Нинішня дорога є першою з багатьох удосконалень дорожніх стандартів: перші естонські камери контролю швидкості були розміщені на T2, а також перший в Естонії переїзд для диких тварин був завершений у 2013 році.

### Кількість смуг шосе
| 89 км    | 15 км    | 174 км   |
| 2+2 смуг | 2+1 смуг | 1+1 смуг |

## Галерея

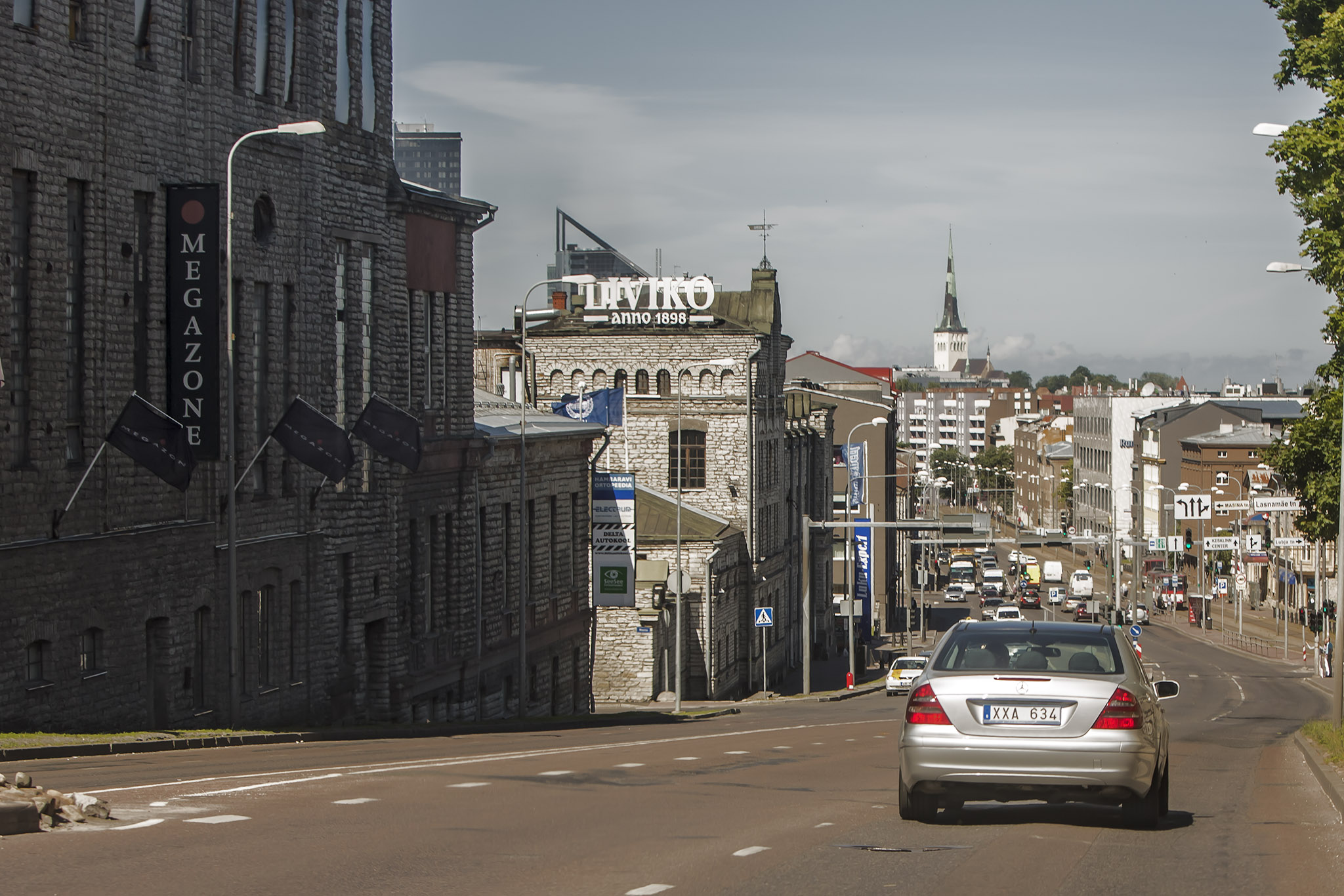
Автошлях 2 в центрі Таллінна та Талліннський аеропорт.
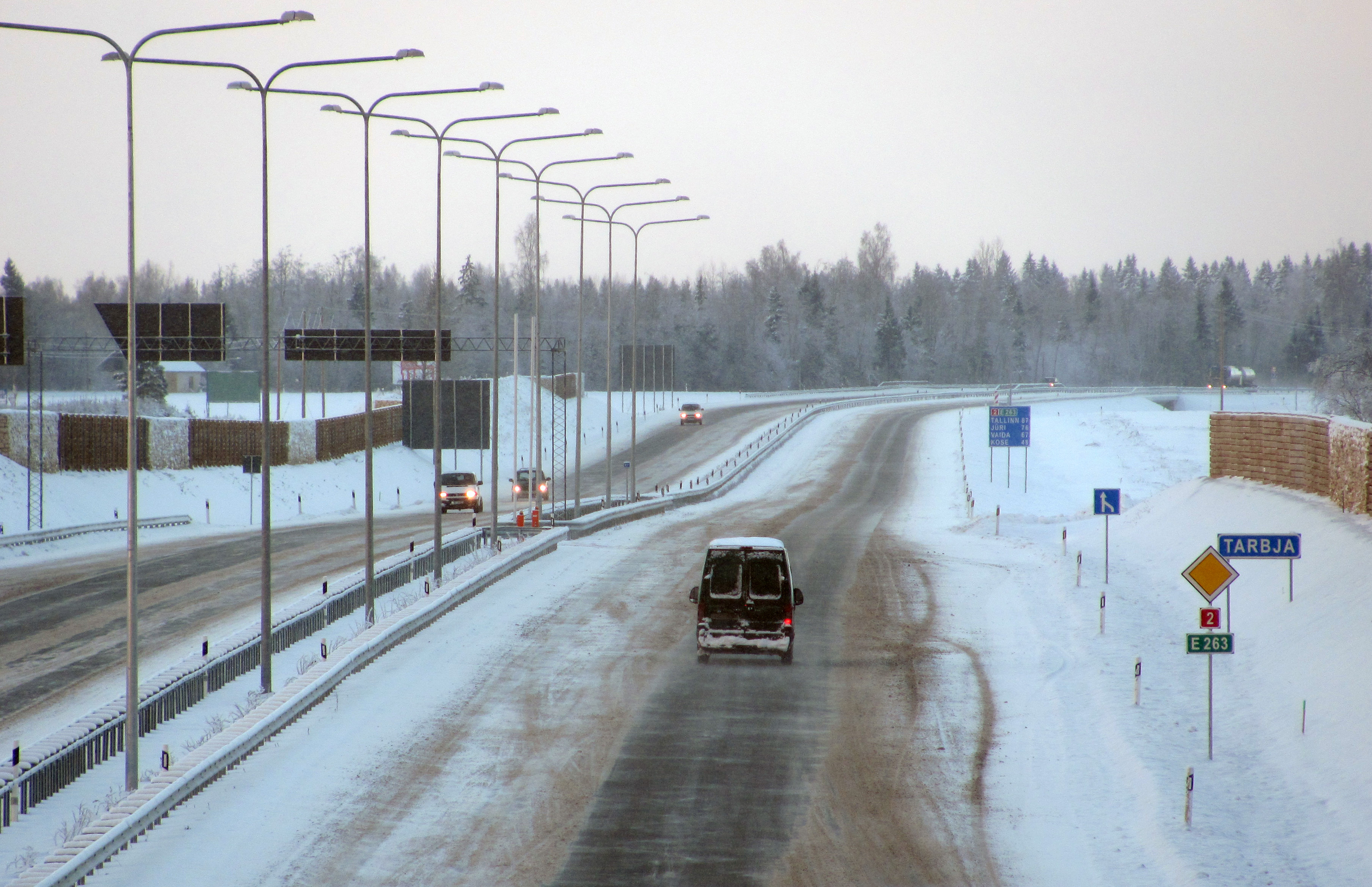
Автошлях 2 в Мяо
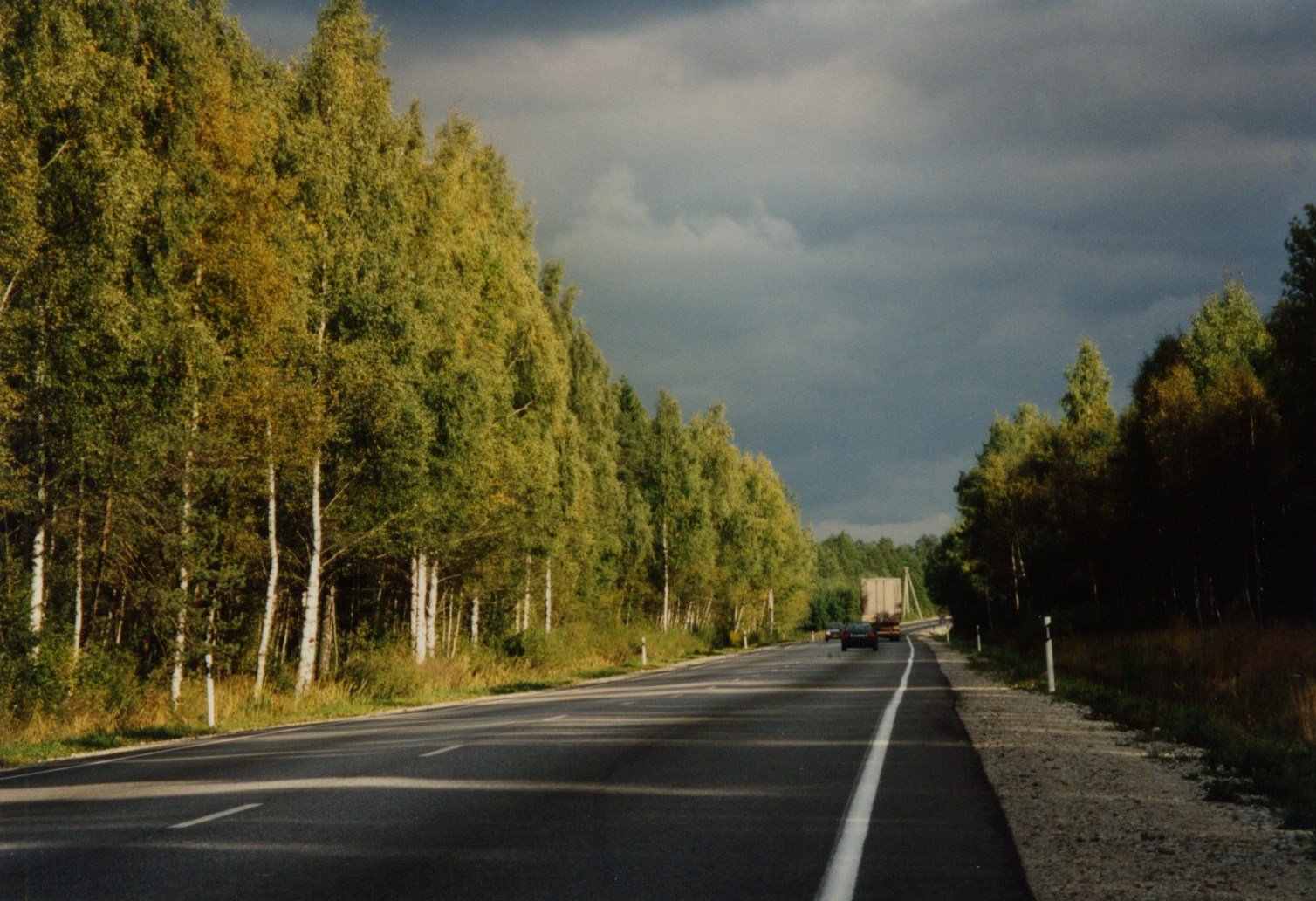
Автошлях 2 біля Койгі.
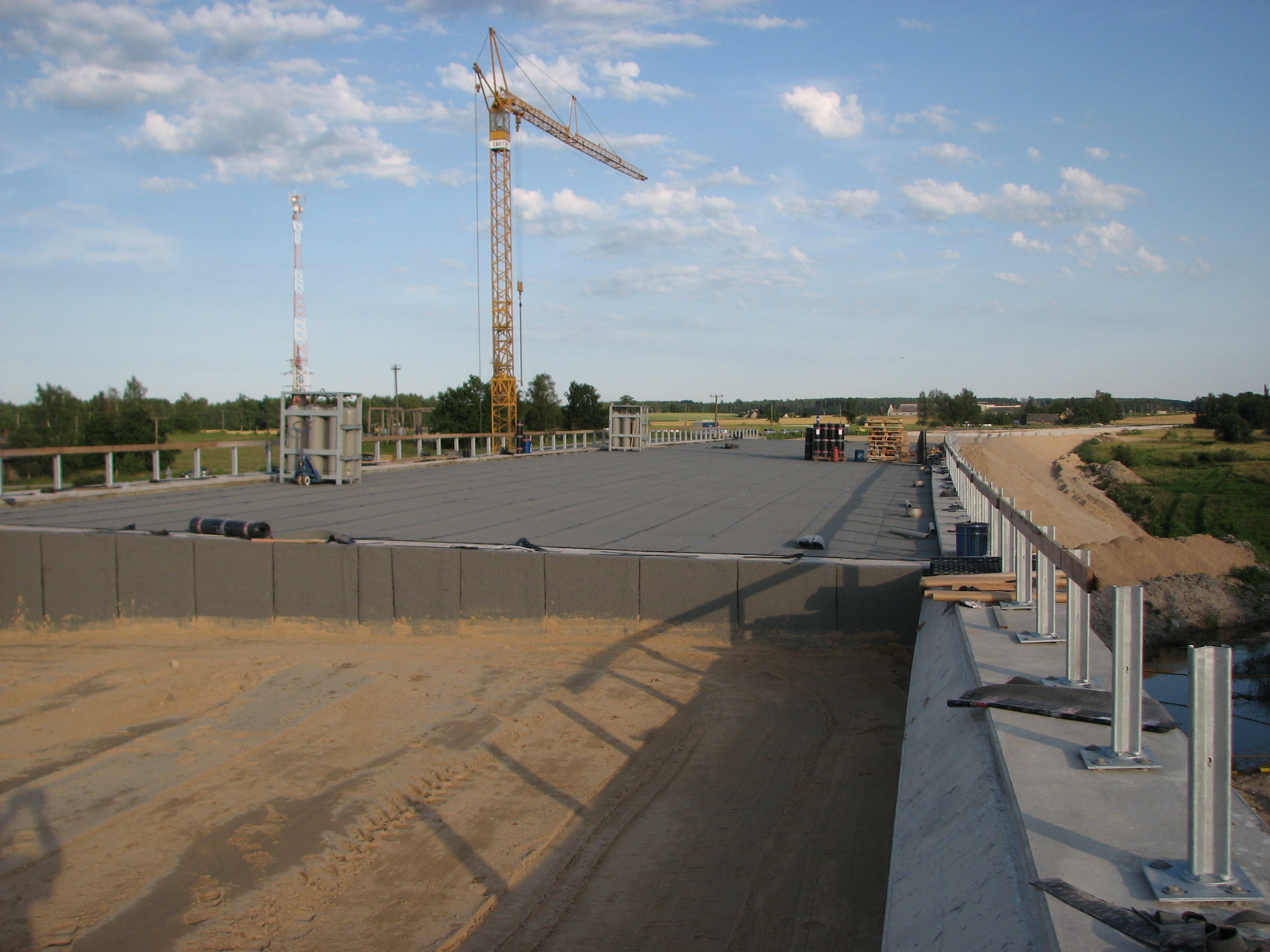
Будівництво нового мосту через Педжанеар Пуурмані.
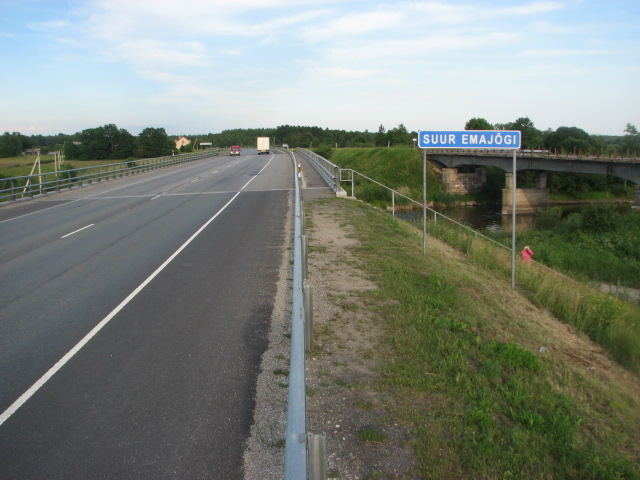
Перетин з дорогою Емаїгі - Кяревере.

## Дивись також
- Автошлях E263